# Блэр, Кэти
Кэтрин Аманда Блэр (англ. Katherine Amanda Blair; род. 29 декабря 1987 года) — американская модель, победительница конкурсов красоты Юная мисс США 2006 и Мисс Калифорния 2011. Стала первой представительницей из штата Монтана выигравшая титул. В 2011 году, она стала Мисс Калифорния после того, как Алисса Кампанелла стала победительницей Мисс США 2011.

## Участие в конкурсах красоты

### Юная мисс Монтана
В 2006 году приняла участие в конкурсе красоты Юная мисс США 2006, прошедший в Палм-Спрингс, штат Калифорния и ставшая первой представительницей штата, завоевавшая титул. Получила корону из рук предыдущей победительницы Элли Лафорс.
После победы в конкурсе, с ней был заключён контракт с Trump Model Management и обучение в The School for Film and Television в Нью-Йорке. Была приглашённой гостью на телеканале NBC в мыльной опере под названием Страсть.
24 августа 2007 года, передала корону следующей победительнице Хилари Крус, представительнице штата Колорадо.

## Юная мисс США

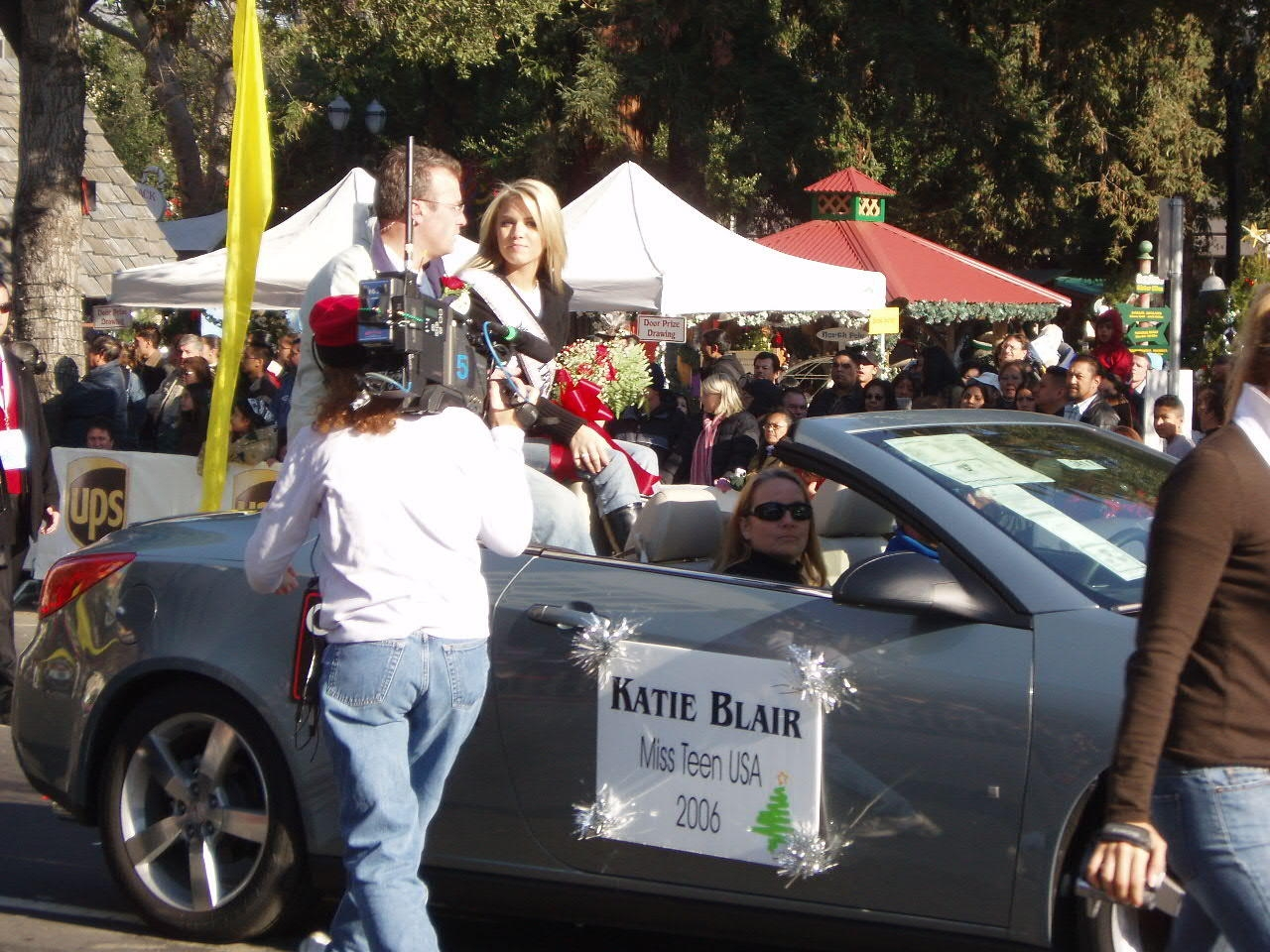
Блэр на San Jose Holiday Parade

Прожила в Нью-Йорке, живя в апартаментах Trump Place с победительницей Мисс Вселенная и Мисс США 2006 — Тарой Коннор. В качестве победительницы, она собирала деньги на благотворительность. Прожила большую часть жизни в Шугар-Ленде, штат Техас и посещала школу Stephen F. Austin High School. Окончила Billings West High School в 2006 году и ланировала поступить в Университет штата Луизиана. Но после победы в конкурсе, отложила поступление.
После победы, дала несколько интервью различным СМИ, как WPIX New York и Dayside на телеканале Fox News. В сентябре 2006 года, вернулась в Биллингс, Монтана в роли победительницы Юной мисс США. Городской совет объявил день как "Katie Blair Day" и вручила ей ключ от города.  Вручила корону Челси Нельсон, Юной мисс Монтана 2007.

### Алкоголь и наркотики
19 декабря 2006 года, Дональд Трамп сообщил, что Таре Коннер, будет возвращён её титул (Мисс США 2006), если пройдёт лечение от наркомании. После победы Тары Коннор в конкурсе, утверждалось, что она употребляла алкоголь и кокаин. Кэти Блэр, как утверждалось, не достигнув совершеннолетия, употребляла алкоголь. 20 декабря 2006 года, по сообщению Mothers Against Drunk Driving, Кэти Блэр не должна быть докладчицей на темы связанные с алкоголизмом.

## Телевидение
Снималась в реалити шоу Дональда Трампа Pageant Place, который транслировался на телеканале MTV с Рэйчел Смит, Хилари Крус и Риё Мори. Начало показа состоялось 10 октября, 2007 года. В шоу появилась несколько раз Тара Коннор. Кэти и Тара возроидил дружеские отношения на шоу.

## Мисс Калифорния
Стала 1-й Вице Мисс Калифорния 2011, после победы Алиссы Кампанеллы, которая в свою очередь была победительницей в другом конкурсе красоты Юная мисс Нью-Джерси 2007. 25 июня 2011 года, спустя неделю после победы, завоевала корону национального конкурса красоты Мисс США 2011, режиссёр Мисс Калифорния Кит Льюис представил новую обладательницу титула в лице Кэти Блэр.